# Petra Gläser

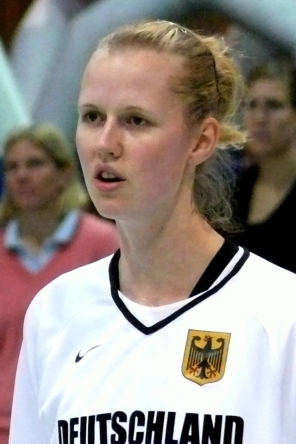
Petra Gläser, Basketballnationalspielerin

Petra Gläser  (* 5. Oktober 1981 in Karl-Marx-Stadt) ist eine ehemalige deutsche Basketballnationalspielerin.

## Leben
Die 1,96 Meter lange Centerin startete 1993 ihre Karriere in Chemnitz. 2000 wurde sie mit Chemnitz Dritter in der 1. Damen-Basketball-Bundesliga. Ebenfalls im Jahr 2000 machte sie in Chemnitz Abitur und wechselte in die USA, wo sie an der University of Nevada in Las Vegas studierte und Basketball spielte. Gleich in der ersten Saison wurde sie zum „Rookie of the Year“ und zur besten Defensivspielerin der Liga gewählt. 2002 wechselte Gläser auf die California State University in Long Beach. Im Jahr 2005 gelang ihr der Sprung in die WNBA, der Profiliga in den USA. Sie wurde von den Connecticut Suns verpflichtet, konnte sich aber nicht in das Team spielen. Ebenfalls 2005 spielte sie für Spartak Moskau und 2006 beim schwedischen Verein Visby Ladies. Zur Saison 2007/08 wechselte Gläser zurück nach Deutschland zu New Basket ’92 Oberhausen.
Gläser war in den Jugend-Basketballnationalmannschaften der U16 bis U20. Ihren ersten Einsatz in der deutschen A-Basketballnationalmannschaft hatte sie erst 2001 im Spiel gegen Belgien, obwohl sie bereits 1999 ins Nationalteam berufen worden war. Sie war Spielerin der deutschen Nationalmannschaft bei der Europameisterschaft 2007 in Chieti (Italien).
Gläser wurde 2008 wieder in das Nationalteam berufen, musste aber wegen anhaltender Rückenbeschwerden den Vorbereitungslehrgang zur Europameisterqualifikation abbrechen. Bei der zusätzlichen Europameisterschaftsqualifikation 2009 im Januar 2009 spielte sie wieder für das deutsche Nationalteam. Ihr letztes Länderspiel bestritt Gläser im Juni 2011 bei der 64:76-Niederlage gegen Montenegro in Kattowitz. Insgesamt absolvierte Gläser 118 A-Länderspiele in ihrer Karriere.